# Station Miłocin Lubelski
Station Miłocin Lubelski is een spoorwegstation in de Poolse plaats Miłocin.